# モラーレ
モラーレ（伊: Molare）は、イタリア共和国ピエモンテ州アレッサンドリア県にある、人口約2,100人の基礎自治体（コムーネ）。

## 地理

### 位置・広がり
| 隣接するコムーネは以下の通り。括弧内のGEはジェノヴァ県所属を示す。 - カッシネッレ - クレモリーノ - オヴァーダ - ポンツォーネ - ロッシリオーネ (GE) - ティリエート (GE) |

### 地震分類
イタリアの地震リスク階級 (it) では、3 に分類される
。

## 行政

### 分離集落
モラーレには、以下の分離集落（フラツィオーネ）がある。
- Madonna delle Rocche, Olbicella, San Luca, Albareto, Battagliosi